# Брюс Вентура
Брюс Вентура (англ. Bruce Venture; 13 ноября 1985 года, Сан-Рамон, Калифорния, США) — американский порноактёр и режиссёр. Один из самых популярных актёров фильмов для взрослых в XXI веке, также оставаясь в авангарде самых популярных порноактёров в Интернете.

## Биография

### Ранние годы
Он родился и вырос в Сан-Рамоне, штат Калифорния, в семье американца-чероки, а также имеет голландские, ирландские и португальские корни. В 2004 году окончил Калифорнийскую среднюю школу в Сан-Рамоне.

### Карьера
Вентура начал свою карьеру в порноиндустрии в апреле 2010 года в Лос-Анджелесе в возрасте 25 лет. Его псевдоним — это сочетание двух слов; имя Брюс взял от кумира школьных лет-мастера кунг-фу Брюса Ли, а фамилия Вентура происходит от названия школы в районе залива, которую он посещал.
В 2012 году он был номинирован на две отраслевые награды — X-Rated Critics’ Organization как «новый жеребец» и Adult Video News Award как «лучший новичок». Сотрудничал с крупнейшими в отрасли: 21sextury, Bang Bros, Brazzers, Digital Playground, Evil Angel, Fame Digitals, Hustler Video, Kink.com, Lethal Hardcore, Mega Site Pass, Naughty America, New Sensations, Penthouse, Premium Pass, Puba, Reality Kings и Vivid Entertainment. В 2013 году он снялся в своем первом монографическом фильме под названием «У Брюса Вентуры большой член», снятом Digital Sin. В мае 2015 года в Майами, штат Флорида, он основал продюсерскую компанию Venture Entertaiment.
В 2024 году YouTube объявил о своем уходе из порноиндустрии и кругосветном путешествии.

### Рейтинги
В 2015 году он занял второе место среди самых востребованных порноактёров на интернет-портале PornHub после Джеймса Дина и перед Мануэлем Феррарой. В 2016 году одним из самых популярных видео на PornHub, набравшим более 60 миллионов просмотров, стал короткометражный фильм Nubile Films «Tension» с его участием и Холли Майклс. В 2018 году он занял пятое место в рейтинге «самых популярных и популярных жеребцов индустрии для взрослых по данным таких сайтов, как Pornhub и RedTube». В 2019 году он занял седьмое место в списке Red Light Vegas — «большие и знаменитые: 10 самых известных порнозвезд». В 2020 году он был включен в список «20 самых больших пенисов в порно» в списке TheLittleSlush. В 2021 году он вошел в топ-15 звезд с самыми большими пенисами на порно портале EroHut, ThePornLinks.com и LustFel и топ-10 самых известных мужских порнозвезд в мире портала Red Light Vegas. В 2023 году он попал в список Goa Sex Escorts — «15 самых популярных мужских порнозвезд».

## Проблемы с законом
В 2005 году в возрасте 19 лет он был арестован в тюрьме округа Санта-Рита, Монтана, по двум пунктам обвинения в причастности к двойной попытке убийства ножом в коридоре отеля Ramada.
28 декабря 2015 года в районе Вудленд-Хиллз в Лос-Анджелесе, штат Калифорния, он был арестован по обвинению в вождении в нетрезвом виде, а 4 января 2016 года был признан невиновным.

## Личная жизнь
В 2016 году он начал отношения с Теанной Трамп.
Он проводит свободное время в Лас-Вегасе, где использует свои навыки в Техасском Холдеме.

## Награды и номинации
| Награда        | Год  | Категория                                      | Работа                                 | Партнёрша        | Результат | Ист.          |
| -------------- | ---- | ---------------------------------------------- | -------------------------------------- | ---------------- | --------- | ------------- |
| AVN Award      | 2012 | Лучший новичок                                 |                                        |                  | Номинация | [ 30 ]        |
| AVN Award      | 2013 | Недооцененный исполнитель год                  |                                        |                  | Номинация | [ 31 ]        |
| AVN Award      | 2014 | Лучшая сцена секса между девушкой и парнем     | Невинность юности 5 (2013)             | Адриана Чечик    | Номинация | [ 32 ]        |
| AVN Award      | 2015 | Лучшая сцена секса между девушкой и парнем     | Силуэт (2014)                          | Эй Джей Эпплгейт | Номинация | [ 33 ]        |
| AVN Award      | 2021 | Выбор фанатов: Любимая звезда                  |                                        |                  | Номинация |               |
| XBIZ Award     | 2012 | Новый исполнитель года                         |                                        |                  | Номинация |               |
| XBIZ Award     | 2013 | Лучшая сцена — выпуск виньетки                 | Горячая подружка моей сестры 25 (2012) | Джесси Вольт     | Номинация | [ 34 ]        |
| XBIZ Award     | 2015 | Лучшая сексуальная сцена в нефабулярном фильме | Невинность (2014)                      | Кейси Лейн       | Номинация | [ 35 ]        |
| XBIZ Award     | 2017 | Лучшая сцена секса в реализации гонзо          | Анджела любит мужчин 2 (2016)          | Анджела Уайт     | Номинация | [ 36 ]        |
| XRCO Award     | 2012 | Новый жеребец                                  |                                        |                  | Номинация | [ 37 ] [ 38 ] |
| Pornhub Awards | 2019 | Исполнитель с большим членом                   |                                        |                  | Номинация | [ 39 ]        |
| Pornhub Awards | 2022 | Самый популярный исполнитель среди женщин      |                                        |                  | Номинация | [ 40 ]        |
| Sex Awards     | 2013 | Популярный взрослый жеребец                    |                                        |                  | Номинация |               |